# Kapivágása
Kapivágása (szlovákul: Šarišská Poruba, korábban Vagaš) község Szlovákiában, az Eperjesi kerület Eperjesi járásában.

## Fekvése
Eperjestől 14 km-re északkeletre, a Szekcső-patak és a Tapoly között fekszik.

## Története
1410-ben említik először.
1920 előtt Sáros vármegye Eperjesi járásához tartozott.

## Népessége
| Év:            | 1994. | 2004.    | 2014.    | 2024.    |
| -------------- | ----- | -------- | -------- | -------- |
| Emberek száma: | 372   | 428      | 582      | 718      |
| Eltérés:       |       | +15,05 % | +35,98 % | +23,36 % |

| Év:            | 2023. | 2024.   |
| -------------- | ----- | ------- |
| Emberek száma: | 701   | 718     |
| Eltérés:       |       | +2,42 % |

1910-ben 312, túlnyomórészt szlovák lakosa volt.
2001-ben 396 lakosából 365 szlovák és 31 cigány volt.
2011-ben 537 lakosából 459 szlovák és 43 cigány.